# School van de Notre-Dame van Parijs
De School van de Notre-Dame van Parijs was het centrum van systematische muzikale studie en compositie in de periode van ca. 1160 tot 1230. Parijs wordt het belangrijkste muziekcentrum. De verdere evolutie van de meerstemmigheid was een belangrijke ontwikkeling van de School.
De belangrijkste componisten van het repertoire van de Notre-Dame van Parijs waren Leoninus en Perotinus. Zij hielpen mee met het ontwikkelen van een complexer organum. De manuscripten die Leoninus' muziek conserveren zijn belangrijk in de geschiedenis van de muziek, omdat zij de eerste bronnen zijn die een systeem bevatten voor het meten en noteren van muzikaal ritme. Aangezien de zangers niet meer improviseerden in een eenvoudig een-op-een noot relatie, moest een ritmisch systeem worden ontwikkeld die  al deze activiteit zou coördineren. Dit systeem, genaamd ritmische modi, verdeelde de tel in groepen van drie (het symbool van de drie-eenheid) of groepen van twee ('onvolmaakt' genoemd en alleen gebruikt voor wereldlijke muziek) en bood een raamwerk voor notatie die de zangers mogelijkheid verschafte om zowel de toonhoogte als het ritme van de geschreven partituur te interpreteren. Muziek voorafgaand aan deze tijd werd mondeling overgeleverd. Er begint een verschuiving naar schriftelijke overlevering.